# Réntispaleis
Het Rentispaleis (Μέγαρο Ρέντη, Mégaro Rédi) is een paleis in het stadscentrum van Athene in Griekenland.

## Locatie
Het gebouw staat op de kruising van de Vasilíssis Sofías-laan (Λεωφόρος Βασιλίσσης Σοφίας) en de Mérlinstraat (Οδός Μέρλιν), in het centrum van Athene.

## Geschiedenis en beschrijving
Dit paleis van eclectische architectuur werd in 1928 gebouwd naar plannen van Vassílios Tsagrís voor de Griekse diplomaat en politicus Konstantínos Réntis. Sinds 2005 is het eigendom van de Stichting Theocharákis, die het gebruikt als locatie voor kunst- en cultuurtentoonstellingen en evenementen.